# Сім видів печива

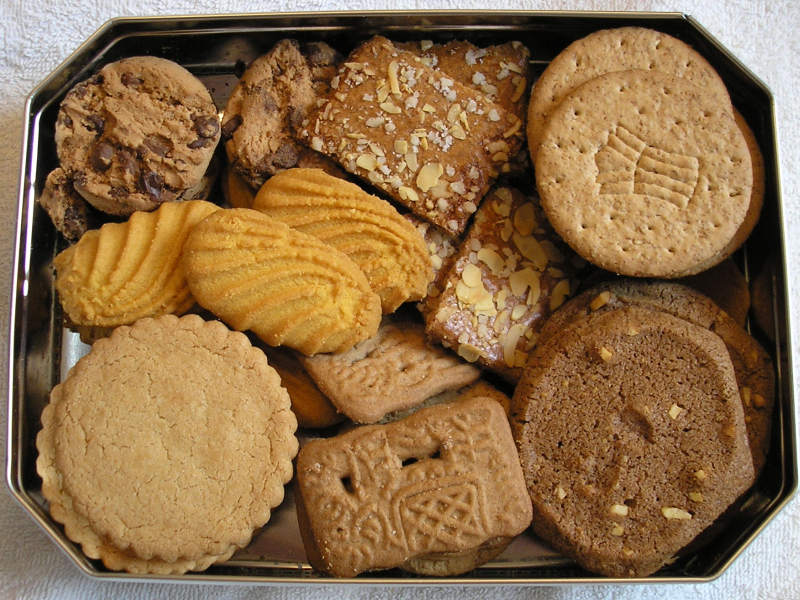
Сім видів шведського печива

Сім видів печива (швед. sju sorters kakor) — шведська і данська гастрономічна традиція, яка зобов'язує пропонувати до кави строго сім видів цього кондитерського виробу.

## Історія
Концепція семи видів печива бере початок наприкінці XIX сторіччя, коли у Швеції скасували заборону пити каву, що призвело до розквіту кавової культури у країні. На кавові вечірки (kafferep) шведи стали приносити домашню випічку, з'явився попит на домашні духовки. Спочатку випічка була найпростішою, потім кавування набуло змагального характеру, в кого випічка смачніша. Кавовий стіл із менш ніж сімома видами печива «прирікав господарів будинку уславитися скупими, а з більш ніж сімома — нескромними». Торти і булочки не рахувалися.
Звичай семи видів печива склався також у данський Південній Ютландії, але окрім семи видів печива на традиційному кавовому столі (Sønderjysk kaffebord) обов'язково присутні сім видів ніжної випічки, у тому числі місцевий листковий житній торт, м'які булочки та кренделі. Суворі правила пропонують спробувати весь асортимент випічки, щоб не образити нікого з учасників кавових посиденьок. Такі пишні кавові столи данці часто влаштовують з нагоди хрестин, весіль та ювілеїв.
«Сім видів печива» — кулінарний бестселер зі шведської випічки, вперше випущений 1945 року з ініціативи одного із супермаркетів і витримав понад вісім десятків видань. Для його публікації було зібрано більш ніж 8000 рецептів домашньої випічки, з яких відібрали триста найкращих і найпопулярніших.